# Hefaestina
La hefaestina, también conocida como HEPH, es una proteína que en humanos es codificada por el gen HEPH.

## Función
La hefaestina está involucrada en el metabolismo y homeostasis del hierro y posiblemente del cobre. Es una ferroxidasa transmembrana dependiente del cobre y es responsable de transportar el hierro de la dieta de los enterocitos al sistema circulatorio.
El mayor sitio de expresión de la hefaestina es el intestino delgado.  Se limita a los enterocitos que forman las vellosidades intestinales (donde se absorbe el hierro), es casi ausente en las células de la cripta intestinal. La hefaestina convierte el hierro en estado ferroso (II) (Fe2+) a hierro férrico (III) (Fe3+). También media el flujo de hierro en cooperación con el  transportador de hierro basolateral, ferroportina 1. 
La ferroportina también ha sido detectada, en proporciones menores, en el colon, bazo, riñón, mama, placenta y en las células trabeculares del hueso; pero su función en estos tejidos aún no ha sido establecida. 
La hefaestina tiene homología con la ceruloplasmina, una deshidrogenasa localizada en el suero, implicada en la detoxificación y almacenamiento del cobre.
La hefaestina es una proteína de 1135 aminoácidos, formada a partir de un precursor de 1158 aminoácidos y pesa 130.4 kDa. Se cree que se fija a 6 iones de cobre por cada monómero.